# Pedro Gonçalves
Pedro António Pereira Gonçalves (Vidago, 1998. június 28. –) portugál válogatott labdarúgó, a Sporting CP  játékosa.

## Pályafutása

### Klubcsapatokban
A Vidago, a Chaves, a Braga és a spanyol Valencia  korosztályos csapataiban nevelkedett 2017-ig, majd ekkor az angol Wolverhampton Wanderers akadémiájához szerződött. 2018. augusztus 28-án lépett először és utoljára pályára az angol klubban a Sheffield Wednesday ellen 2–0-ra megnyert ligakupa találkozón. 2019. július 2-án szerződtette a portugál Famalicão csapata öt évre. Augusztus 10-én mutatkozott be a bajnokságban a CD Santa Clara ellen. Augusztus 14-én első bajnoki gólját szerezte meg a  Paços de Ferreira csapata ellen 4–2-re megnyert mérkőzésen. A klubnál eltöltött egy szezonja során 40 tétmérkőzésen 7 gólt szerzett.
2020. augusztus 18-án a Sporting CP klubja szerződtette öt évre. Október 24-e és december 5-e között hat bajnoki mérkőzésen lépett pályára és ezeken a találkozókon tíz gólt szerzett. A szezon végén 23 góllal a bajnokság gólkirálya lett.

### A válogatottban
Többszörös korosztályos válogatott és részt vett a 2021-es U21-es labdarúgó-Európa-bajnokságon. 2021. május 20-án bekerült a 2020-as labdarúgó-Európa-bajnokságra utazó keretbe. Június 4-én mutatkozott be a felnőttek között Spanyolország ellen.

## Statisztika

### A válogatottban
2021. június 9-én frissítve.
| Nemzet     | Év       | Mérkőzés | Gól |
| ---------- | -------- | -------- | --- |
| Portugália | 2021     | 2        | 0   |
| Összesen   | Összesen | 2        | 0   |

## Sikerei, díjai

### Klub
- Sporting CP
  - Portugál bajnok: 2020–21[11]
  - Portugál ligakupa: 2020–21[17]

### Egyéni
- A Portugál bajnokság gólkirálya: 2020–21[12]
- A Portugál bajnokság – A szezon csapatának tagja: 2020–21[18]